# Kief Davidson
Kief Davidson (Brooklyn, 12 de maio de 1970) é um cineasta, montador e produtor cinematográfico norte-americano. Como reconhecimento, foi nomeado ao Oscar 2013 na categoria de Melhor documentário em curta-metragem por Open Heart.